# Oblężenie Nakła
Oblężenie Nakła. Nakło, kluczowy gród obronny na granicy Polski z Pomorzem, został zdobyty przez palatyna Sieciecha w trakcie wyprawy 1090 roku, mimo odsieczy dla obrońców z głębi lądu. Brutalna polityka, którą Sieciech realizował w następnych miesiącach pociągnęła jednak ludność podbitej ziemi do buntu powodując szybką utratę Pomorza.